# Albert Eichhorn
Albert Eichhorn (Garlstorf, 1856. október 1. – Braunschweig, 1926. augusztus 3.) német teológus. Ő volt a Das Abendmahl im Neuen Testament mű szerzője, és a vallástörténeti iskolák egyik alapítója.

## Művei
- Das Abendmahl im Neuen Testament. Leipzig: Mohr Siebeck, 1898
- Athanasii De vita ascetica testimonia collecta. Habilitation, Halle, 1886
- “Etwas vom Predigen.” Die Christliche Welt (1895) 273–76, 308–10.
- “Heilige Geschichte,” in Die Religion in Geschichte und Gegenwart (szerk. Friedrich Michael Schiele és Leopold Zscharnack; 5 köt.; Tübingen: Mohr Siebeck, 1909–13), 2:2023–27.
- “Die Rechtfertigungslehre der Apologie.” TSK 59 (1887): 415–91.